# L'anima dei matti
(da Negro)
L'anima dei matti è un album della cantante italiana Marcella Bella, pubblicato nel 1975 dalla CGD.

## Il disco
Intitolato dall'omonimo brano che tocca il tema della malattia mentale, ha la particolarità di contenere canzoni quasi tutte inedite, ma registrate dal vivo, precisamente il 7 giugno alla Bussola di Viareggio. Tra i brani incisi, anche Perché dovrei di Lucio Battisti.
Fa eccezione il pezzo d'apertura registrato in studio, Negro: il brano, presentato non senza qualche polemica antirazzista alla Mostra Internazionale di Musica Leggera di Venezia, è in realtà esso stesso una celebrazione antirazzista del "mondo nero".

## Tracce
1. Negro (G.Bella, G.Bigazzi)
2. E tu chi sei (G.Bella, G.Bigazzi)
3. L'anima dei matti (G.Bella, G.Bigazzi)
4. Una donna è donna (D.Pace, O.Avogadro, S.Giacobbe)
5. E vuoi di più (G.Bella, A. Bella)
6. Perché dovrei (L.Battisti, Mogol)
7. Tu sei padre (G.Bella, A Bella)
8. E quando (G.Bella, G.Bigazzi)
9. I've Got The Music In Me (B. Boshell)

## Musicisti
- Marcella Bella - voce, cori
- Alberto Radius - chitarra
- Vince Tempera - tastiera
- Bob Callero - basso
- Pasquale Liguori - percussioni
- Massimo Luca - chitarra
- Daniele Dallai - tastiera
- Gianni Dall'Aglio - batteria
- Gabriele Lorenzi - tastiera
- Fabrizio Garosi - basso
- Mario Lavezzi - chitarra
- Roberto Benedini - batteria
- Maurizio Manenti - tastiera
- Mirella Bossi, Ornella Cherubini, Gianni Bella, Paola Orlandi, Silvia Annicchiarico - cori